# Ringerikspotet fra Ringerike
Ringerikspotet fra Ringerike (littéralement « pomme de terre de Ringerike de la région de Ringerike ») est une appellation protégée (beskyttet geografisk betegnelse) appliquée à une production de pomme de terre de la variété 'Ringerikspotet', variété traditionnelle locale cultivée dans le sud de la Norvège.

## Présentation
La variété autorisée est la 'Ringerikspotet' « pomme de terre de Ringerike », variété traditionnelle locale connue sous ce nom depuis le début du XXe siècle. C'est une pomme de terre mi-tardive aux tubercules de petite taille, de forme irrégulière, aux yeux enfoncés, à la peau rouge et à la chair jaune, souvent marquée d'un anneau vasculaire rouge. Sa teneur en matière sèche est relativement élevé.

## Aire de production
L'aire de production de cette appellation est limitée à deux communes, Ringerike et Hole, appartenant à la région traditionnelle (landskapsområde) de Ringerike.
Le libellé officiel de l'appellation qui répète deux fois le nom de Ringerike s'explique par la volonté de bien distinguer le nom de la variété ('Ringerikspotet') de celui de l'appellation protégée (Ringerikspotet fra Ringerike).